# Twarożek (jezioro)
Twarożek (Twaróżek, w starszych opracowaniach także jako Twaruszek, Twaroczek) – jezioro w gminie Zalewo o powierzchni 5,4 ha, położone na południowy zachód od wsi Jerzwałd.